# D Rebound 99
D Rebound 99是一个来自台湾的嘻哈音樂平台，于2018年成立。D Rebound 99平台的内容以视频的方式呈现，主要是介绍海外饶舌歌手，此外也会针对当下发生的嘻哈时事进行评论。2020年，制作人Walter离开了D Rebound 99，成立了自己的频道“Big Dub”。

## 简介
D Rebound 99由Walter创立于2018年。此前，Walter是实践大学应用外语系的学生，他于毕业后找了一份英文老师的工作，后发现其朋友成立了一个叫做“Yolo Lab”的音乐媒体平台，遂自荐帮朋友经营此音乐平台。在经营了半年左右后，Walter决定跟朋友一起打造纯嘻哈平台“D Rebound 99”。
频道名“D Rebound 99”的“D”代表“Deep”，意为“深”，Rebound意为“反弹”，寓意做的内容能引发观者深层回响；“99”则是希望频道能“长长久久”。
D Rebound 99团队由Walter（已离开）、Walter的老板及设计师Hazzy三人组成。Walter负责内容制作、搜集资料、影片剪辑，Hazzy包办YouTube视频的封面以及平台内的设计。
D Rebound主要收入来源是来自YouTube的收益以及相关的广告。

## 历史
2018年中，D Rebound 99创立。
2018年7月3日，XXXTentacion逝世后半个月，D Rebound 99发布了第一个视频，内容是对XXXTentacion的介绍以及对其歌曲“Sad!”和MV解读。
2018年末，D Rebound 99位列YouTube台湾快速窜红创作者排行榜第三名。
2018年末，D Rebound 99就美国饶舌歌手Lil Pump辱华事件发布了相关视频，引发了强烈反响。
2019年6月，D Rebound 99对MC HotDog进行了专访。
2019年9月，D Rebound 99对周湯豪进行了专访。
D Rebound 99于2020年6月末发布视频后便很久未发新视频，之后制作人Walter表示自己离开了D Rebound 99，成立了自己的频道“Big Dub”。10月4日，离开D Rebound 99后的Walter在Big Dub频道上发布了的第一个视频。12月11日，D Rebound 99也发布了Walter离开后的第一个视频。